# 金炯旿

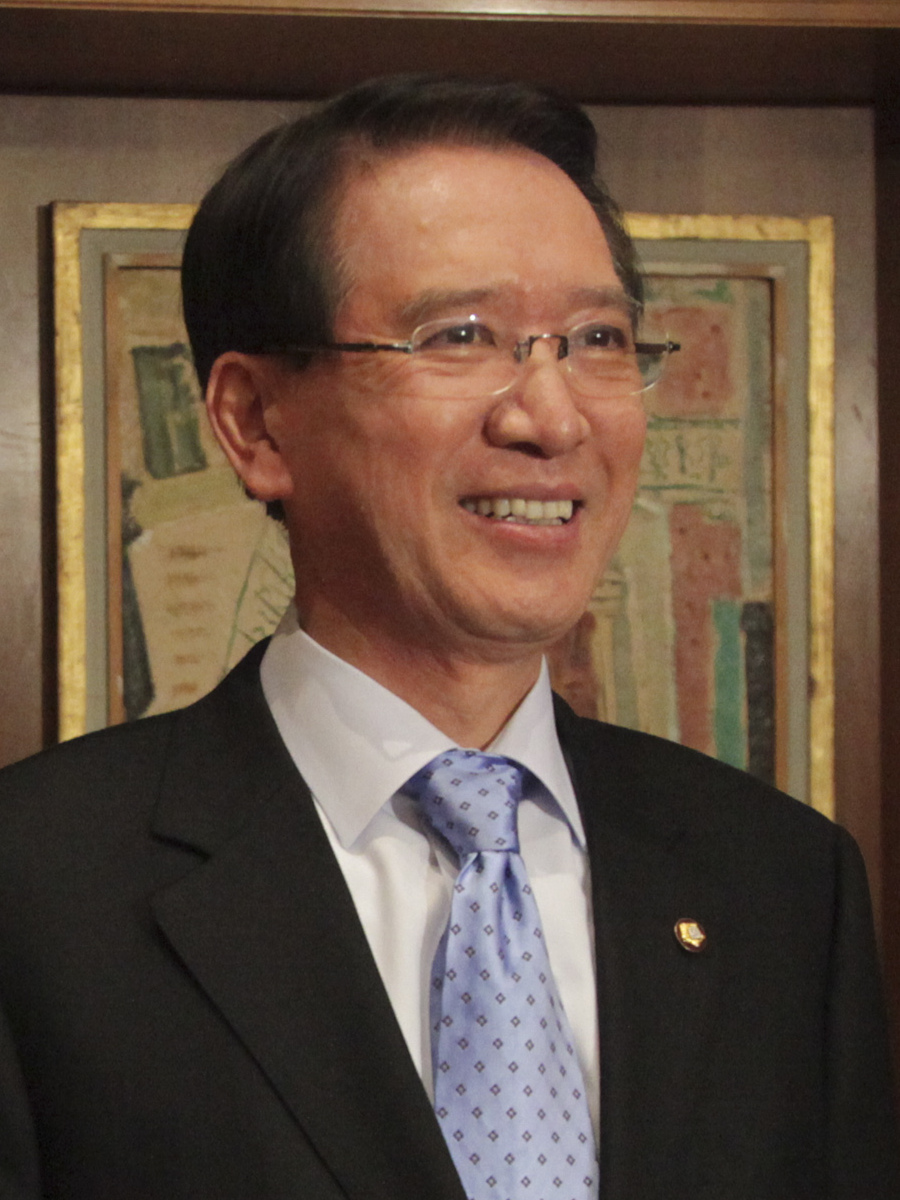
2010年

金 炯旿（キム・ヒョンオ、朝鮮語: 김형오、1947年11月30日 - ）は、大韓民国の政治家。第14・15・16・17・18代大韓民国国会議員、第18代国会前半期の国会議長。
本貫は金海金氏。号は林堂（임당/林堂）。キリスト教徒。

## 生涯
慶尚南道固城郡に生まれた。釜山慶南高等学校卒業。ソウル大学校外交学科学士、ソウル大学校大学院政治学修士、慶南大学校政治学博士。釜山大学校最高経営者課程、漢陽大学校最高経営者課程、高麗大学校コンピュータ科学技術大学院最高位課程修了。公州大学校教育学名誉博士、天津大学管理学名誉博士。
東亜日報社の記者として勤めていたが、外交安保研究院という公共機関に転職した。政界入り後は国務総理政務秘書官、盧泰愚政権の大統領秘書室政務秘書官、金炯旿奨学会理事長、第14代国会予算決算特別委員会委員、東南亜ネットワーク社理事長、第15代国会通信科学技術委員会、科学技術情報通信委員会委員、第15代国会予算決算特別委員会委員、係数調整小委員、第16代国会科学技術情報通信委員会委員長、第17代国会農林海洋水産委員会委員、第18代前半期国会議長、第18代国会外交通商統一委員会委員、韓日議員連盟顧問を歴任し、党職としては民主自由党影島区地区党委員長・副代弁人、ハンナラ党政策委員会副議長・事務総長・院内代表を歴任した。
その以後、金大中政権以来の国会議長出身者の政界引退という慣例によって、第18代国会の任期満了と同時に政界引退した。政界引退後は特別な活動がなかったが、文在寅政権発足後、当時の未来統合党代表だった黄教安によって21代総選挙の未来統合党候補者を審査する公認管理委員長職に委嘱された。しかし、党指導部が立てた選挙戦略の異見問題とあいまって辞職した。

## エピソード
2010年4月18日に現職の国会議長として初めて独島に上陸した。